# Lilla Acktjärnen (Ramsbergs socken, Västmanland)
Lilla Acktjärnen är en sjö i Lindesbergs kommun i Västmanland och ingår i Norrströms huvudavrinningsområde.